# Hafsa bint Umar
Ḥafṣah bint ʿUmar (605–665) byla manželka islámského proroka Mohameda. Byla také dcerou Umara ibn al-Chattába, druhého voleného chalífy Rášidského chalífátu. Podle islámských spisů je její jméno často vysvětlováno jako "Matka věřících".

## Mládí
Hafsa byla dcerou a nejstarším dítětem Umara ibn al-Chattába a jeho ženy Zainab bint Madh'uwn. Narodila se v roce, kdy Kurajšovci postavili Kaabu a pět let předtím, než prorok Mohamed dostal své poslání.

## Manželství
Byla provdána za Khunaise ibn Hudhafu, avšak v srpnu roku 624 ovdověla.
Jakmile ukončila své smutek, její otec ji nabídl Uthmánovi ibn Affánovi a Abú Bakrovi, ale oba ji odmítli. Když Umar musel Mohamedovi vysvětlit své rozhodní, Mohamed prohlásil, že Hafsa si vezme za muže někoho lepšího než je on a on zase někoho lepšího než Hafsu.
Mohamed se nakonec oženil s Hafsou sám v měsíci Shaaban roku 3 (na konci ledna nebo začátku února 625). Toto manželství prohloubilo přátelství proroka Mohameda a jeho následníka Umara, který se tímto sňatkem stal jeho tchánem.

## Smrt
Hafsa zemřela v měsíci Shaaban roku 45 (říjen nebo listopad 665).
Podle sunnitského proudu islámu je matkou všech věřících. Podle šíitského proudu je obviňována za to, že se její otec stal chalífou, i když s ním většina věřících nesouhlasila a islám byl krátce po svém vzniku rozštěpen do dvou směrů.